# 緣份精華遊
《緣份精華遊》（英語：The Holiday）是一套2006年的美國浪漫喜劇片，由蘭茜·美雅絲執導，金美倫·戴雅絲、祖迪·羅、積·伯克及琦·溫斯莉等主演。電影內容描述聖誕節期間，一名英國女子透過換屋網站與一名美國女子暫時交換住處後的經歷。

## 劇情概要
來自英國的艾莉絲（凱特·溫絲蕾飾）單戀著前男朋友賈斯珀（盧夫斯·塞維爾飾），卻在公司派對上親耳聽到他和另一個女人結婚的消息；同一天空下，在美國洛杉磯的亞曼達（卡麥蓉·狄亞飾）發現同居男友伊森（愛德華·賓斯飾）與其他女人劈腿後，果斷與其分手。正當亞曼達決定出國散心時，找到了一個交換住處的網站。機緣巧合之下，有著相同際遇卻素未謀面的兩人，在網路上結緣，並同意第二天開始交換住處兩個星期。
初到洛杉磯的艾莉絲對於亞曼達的高級住宅非常興奮。另一邊，亞曼達則認為自己太過於衝動而計畫第二天回去。當晚，艾莉絲的哥哥葛拉漢（裘德·洛飾）剛好在附近酒吧喝酒後經過艾莉絲家，並且向亞曼達請求留宿一晚。在葛拉漢和亞曼達聊天時，葛拉漢意外地親上了她，亞曼達於是提議發生關係因為兩人不會再相見。第二天早上，儘管兩人有了一個很美好的夜晚，但亞曼達心意已決要回洛杉磯。葛拉漢表示如果亞曼達願意留下來的話，他今晚與他的朋友們會在酒吧裡吃飯。而那天晚上，葛拉漢在酒吧裡看見了亞曼達...
在洛杉磯，艾莉絲認識了年老的鄰居亞瑟（伊萊·沃勒克飾），一位曾經以古典好萊塢電影贏得奧斯卡獎的編劇。在餐廳吃晚餐時，艾莉絲向亞瑟訴苦她和賈斯珀之間的問題。亞瑟告訴艾莉絲要學會變成自己生命中的主角，而不是主角身邊的朋友。伊森的同事邁爾斯（傑克·布萊克飾）和艾莉絲成為了朋友。邁爾斯和艾莉絲去影音出租店找亞瑟推薦的電影時，邁爾斯偶然目睹女友瑪姬（夏儂·索莎蒙飾）與一位男人親密地在一起。艾莉絲看見邁爾斯追了出去後被瑪姬拒絕，心裡感同身受。他們互相傾訴並安慰著彼此...

## 演員列表
| 演員                               | 角色                                       | 備註                                                                                 |
| 金美倫·戴雅絲 Cameron Diaz         | 亞曼達 (香港明珠台版：胡雅曼) Amanda Woods | 一間电影预告片公司的老闆。與同居男友分手後，前往英國散心。                           |
| 琦·溫斯莉 Kate Winslet             | 艾莉絲 (沈愛莉) Iris Simpkins              | 每日電訊報的專欄作家。是葛拉漢的妹妹。                                               |
| 祖迪·羅 Jude Law                   | 葛拉漢 (沈格雷) Graham Simpkins            | 艾莉絲的哥哥。是一名出版社編辑。與來到艾莉絲家的亞曼達擦出了火花。                   |
| 積·伯克 Jack Black                 | 邁爾斯 (米斯) Miles Dumont                 | 與亞曼達前男友伊森一起工作的配樂師。一次又一次的相處下，與艾莉絲关系有了进一步发展。 |
| 伊莱·沃勒克 Eli Wallach            | 亞瑟 (艾阿瑟) Arthur Abbott                | 亞曼達的鄰居。一位有名的電影編劇，也是艾莉絲的朋友。                                 |
| 夏儂·索莎蒙 Shannyn Sossamon       | 玛姬 (美琪) Maggie                         | 邁爾斯的女朋友。後來被發現與其他男人在一起。                                         |
| 愛德華·賓斯 Edward Burns           | 伊森 (伊頓) Ethan Ebbers                   | 邁爾斯的同事也是雅曼黛的前男友，被發現與女同事有染。                                 |
| 盧夫斯·塞維爾 Rufus Sewell         | 賈斯珀 (杰斯) Jasper Bloom                 | 艾莉絲的前男友，更是被其單戀了三年的男人。與其他女人有了婚約。                       |
| 米菲·恩格爾菲爾德 Miffy Englefield | 索菲 (蘇菲) Sophie                         | 葛拉漢的女兒。                                                                       |
| 愛瑪·派里特德 Emma Pritchard       | 奥莉维亚 (奧莉) Olivia                     | 葛拉漢的女兒。                                                                       |
| 莎拉・巴里許 Sarah Parish          | 漢娜 Hannah                                | 與艾莉絲一起工作的朋友。了解艾莉絲和賈斯珀的過往。                                   |
| 比爾·梅西 Bill Macy                | 厄尼 Ernie                                 | 亞瑟的朋友。與亞瑟去艾莉絲家(亞曼達的住處)中作客。                                   |
| 雪萊·博曼 Shelley Berman           | 諾曼 (諾文) Norman                         | 亞瑟的朋友。與亞瑟去艾莉絲家(亞曼達的住處)中作客。                                   |
| 凱薩琳·哈恩 Kathryn Hahn           | 布里斯托 Bristol                           | 亞曼達的下屬。                                                                       |
| 約翰·卡拉辛斯基 John Krasinski     | 本 (阿賓) Ben                              | 亞曼達的下屬。                                                                       |

### 客串
- 積·伯克的角色在影音出租店中談論《畢業生》時，在該片擔當男主角的德斯汀·荷夫曼客串出現。據德斯汀·荷夫曼所言，他本來只是到影音出租店租電影看，卻碰巧遇上導演在拍攝，最後更因他早已認識導演，而答應參與這一幕。
- 蓮茜·露漢及占士·法蘭哥亦曾於金美倫·戴雅絲的角色在剪輯的電影預告片中客串出現。
- 艾歷克斯·奧洛林 及 奧黛特·安納布爾 飾演接吻情侶。

## 外部連結
- 官網
- 互联网电影数据库（IMDb）上《緣份精華遊》的资料（英文）
- AllMovie上《緣份精華遊》的资料（英文）
- 爛番茄上《緣份精華遊》的資料（英文）
- Box Office Mojo上《緣份精華遊》的資料（英文）